# Psi Scorpii
Psi Scorpii (ψ Scorpii, förkortat Psi Sco, ψ Sco), som är stjärnans Bayerbeteckning, är en stjärna belägen i norra delen av stjärnbilden Skorpionen. Den har en skenbar magnitud på 4,96 och är svagt synlig för blotta ögat. Baserat på parallaxmätningar befinner den sig på ett avstånd av 160 ljusår (ca 48 parsek) från solen. Data som samlats in under Hipparcosuppdraget anger att den är en astrometrisk dubbelstjärna, även om ingenting är känt om följeslagaren.

## Egenskaper
Psi Scorpii är en vit underjätte av typ A med spektralklass A3 IV. Den har en massa som är omkring två gånger solens massa och en radie som är 2,2 gånger solens radie. Utstrålningen av energi från dess yttre skikt är 18,6 gånger solens ljusstyrka vid en effektiv temperatur hos stjärnans yttre atmosfär på 8 846 K. Psi Scorpii är cirka 451 miljoner år gammal och roterar med en projicerad rotationshastighet på 42,3 km/s.